# Valence (réseau)
Pour les articles homonymes, voir Valence.
La valence est le nombre d'états possibles d'un signal transmis.
En pratique, la valence est souvent choisie de sorte que ce soit une puissance de 2 (2, 4, 8, 16, etc). Pour une valence de {\displaystyle 2^{n}}, n est le nombre de bits nécessaire pour écrire ces états en binaire. Par exemple, pour une valence de 4, il y a 4 états possibles codés sur 2 bits ({\displaystyle 2=\log _{2}(4)}), ce qui donne en binaire : 00, 01, 10 et 11.
Lorsqu'un signal a une valence {\displaystyle 2^{n}}, une rapidité de modulation d'un baud équivaut à un débit binaire de n bit/s.
{\displaystyle D=\log _{2}(V)\times R} (où {\displaystyle D} débit en bit/s, {\displaystyle V} valence en symbole/baud, {\displaystyle R} rapidité de modulation en baud)